# ناصر بوفتين
ناصر بوفتين (مواليد 16 سبتمبر 1979) لاعب تايكوندو كويتي. شارك في دورة الألعاب الأولمبية الصيفية لعام 2000..
ويعد بوفتين اول لاعب تايكوندو كويتى يتأهل الى دورة الالعاب الاولمبية الكويت - 27 - 9 (كونا) -- دخل اللاعب ناصر بوفتين التاريخ الرياضى الكويتى كاول لاعب تايكوندو كويتى يتاهل الى دورة الالعاب الاولمبية التى ستقام في الصيف القادم في سيدنى باستراليا بعد ان اصبحت لعبة اولمبية رسمية.
وتمثل التاهل في تسجيل بوفتين اسمه في تاريخ الرياضة الكويتية التى تاهل القليل منها الى دورة الالعاب الاولمبية المقبلة الى جانب ابطال الرماية الكويتية الرامى العالمى عبد اللة الطرقى الرشيدى وخالد المضف.